# Camp Rock 2: Wielki finał
Camp Rock 2: Wielki finał (ang. Camp Rock 2: The Final Jam, 2010) – kontynuacja popularnego filmu Camp Rock. Film z serii Disney Channel Original Movie. Premiera w USA odbyła się 3 września 2010, a w Polsce 18 września 2010 roku na kanale Disney Channel i również 26 września o godzinie 9:05 tego samego roku na TVP1.

## Fabuła
Mitchie Torres (Demi Lovato) i zespół Connect 3 (Jonas Brothers) przyjeżdżają kolejnego lata na obóz Camp Rock, ale czeka ich przykra niespodzianka. Okazało się, że po drugiej stronie jeziora został stworzony nowy obóz Camp Star przez starego przyjaciela Browna, Axela Turnera (Daniel Kash). Axel stworzył Camp Star, żeby zniszczyć Browna, który przed laty wyrzucił go z zespołu. Camp Star zaprasza Camp Rock na ognisko rozpoczęcia obozów, gdzie odbiera Camp Rock kilku obozowiczów i prawie wszystkich pracowników. Mitchie wpada na pomysł wojny obozów. Jest tak pochłonięta pracą, że nie ma czasu dla ukochanego Shane’a Graya (Joe Jonas).

## Produkcja
Zdjęcia były kręcone w Ontario (Kanada). Produkcja filmu rozpoczęła się w dniu 3 września 2009.

## Obsada
- Demi Lovato – Mitchie Torres
- Joe Jonas – Shane Gray
- Kevin Jonas – Jason Gray
- Nick Jonas – Nate Gray
- Meaghan Jette Martin – Tess Tyler
- Alyson Stoner – Caitlyn Gellar
- Anna Maria Perez de Tagle – Ella Pador
- Matthew Finley – Luke Williams
- Jordan Francis – Barron
- Maria Canals Barrera – Connie Torres
- Jasmine Richards – Margaret „Peggy” Dupree
- Roshon Fegan – Sander Lawer
- Chloe Bridges – Dana Turner
- Daniel Fathers – Brown Cesario
- Frankie Jonas – Trevor Kendall
- Daniel Kash – Axel Turner
- Arisa Cox – Georgina Farlow

## Wersja polska
Produkcja wersji polskiej: na zlecenie Disney Character Voices International

Wersja polska: SDI Media Polska

Reżyseria: Artur Kaczmarski

Dialogi polskie: Jan Jakub Wecsile

Montaż: Ilona Czech-Kłoczewska

Kierownictwo produkcji: Beata Jankowska i Marcin Kopiec

W wersji polskiej wystąpili:
- Agnieszka Mrozińska – Mitchie Torres
- Marcin Bosak – Shane Gray
- Anna Dereszowska – Connie Torres
- Joanna Jabłczyńska – Tess Tyler
- Grzegorz Pawlak – Brown Cesario
- Monika Pikuła – Caitlyn
- Łukasz Talik – Luke
- Miłogost Reczek – Axel
- Maria Niklińska – Dana
- Marcin Hycnar – Nate
- Jakub Tolak – Jason
- Joanna Pach – Ella
- Julia Hertmanowska – Peggy
- Piotr Deszkiewicz – Sander
- Grzegorz Drojewski – Barron
- Monika Węgiel – Georgina
- Piotr Bąk
- Jan Rotowski
- Jan Piotrowski
- Krzysztof Królak
- Piotr Janusz
- Filip Dudycz
- Joanna Kopiec
- Julia Kunikowska
- Łucja Grochal
- Matylda Kaczmarska
- Jan Kaczmarski
- Karolina Kacberska

i inni

## Promocja
Pierwsze spojrzenie było wyemitowane na Disney Channel 31 grudnia 2009. Zawierało parę klipów z filmu, wywiady z niektórymi członkami obsady oraz ujęcia między scenami.
Disney Channel stworzył miniserial Droga do Camp Rock 2: Wielki finał, który pokazuje sceny za kulisami, będzie emitowany do premiery filmu. Polska premiera tego miniserialu miała miejsce 1 maja 2010 roku. Takie miniseriale miały również filmy: High School Musical 2 oraz Dziewczyny Cheetah: Jeden Świat. W sobotę 15 maja na Disney Channel Polska miał swoją premierę teledysk do piosenki „Can't Back Down”, a dzień później „It's On”. Przed premierą filmu można było usłyszeć jeszcze „Heart and Soul”, „Fire”, „Wouldn't Change a Thing”, a także jego polską wersję, „Nie zmieniajmy nic”.

## Ścieżka dźwiękowa
| Lp. | Tytuł                      | Wykonawcy                                                                                | Czas trwania |
| 1.  | „Brand New Day”            | Obsada Camp Rock 2                                                                       | 2:08         |
| 2.  | „Different Summers”        | Demi Lovato                                                                              | 3:18         |
| 3.  | „Fire”                     | Matthew „Mdot” Finley                                                                    | 3:10         |
| 4.  | „Heart and Soul”           | Jonas Brothers                                                                           | 4:01         |
| 5.  | „It's On”                  | Obsada Camp Rock 2                                                                       | 3:05         |
| 6.  | „Introducing Me”           | Nick Jonas                                                                               | 3:27         |
| 7.  | „Can't Back Down”          | Demi Lovato, Alyson Stoner, Anna Maria Perez de Taglé, Char Ligera oraz Jasmine Richards | 3:20         |
| 8.  | „Tear It Down”             | Matthew „Mdot” Finley, Meaghan Jette Martin                                              | 2:36         |
| 9.  | „This Is Our Song”         | Obsada Camp Rock 2                                                                       | 3:27         |
| 10. | „Walkin' In My Shoes”      | Meaghan Jette Martin & Matthew „Mdot” Finley                                             | 3:09         |
| 11. | „What We Came Here For”    | Obsada Camp Rock 2                                                                       | 3:59         |
| 12. | „Wouldn't Change A Thing”  | Demi Lovato & Joe Jonas                                                                  | 3:10         |
| 13. | „It's Not Too Late”        | Demi Lovato                                                                              | 3:32         |
| 14. | „You Are My Favorite Song” | Demi Lovato & Joe Jonas                                                                  | 3:46         |
| 15. | „We Rock (Remix)”          | Obsada Camp Rock 2                                                                       | 2:57         |
| 16. | „On Our Final Jam”         | Obsada Camp Rock 2                                                                       | 2:54         |

## Wydanie DVD
Film na DVD ukazał się w Polsce 27 września 2010 roku. Camp Rock 2 Wielki finał Edycja Rozszerzona zawierała dwie dodatkowe piosenki „Different Summers” i „Walking In My Shoes”, miesiąc po premierze film został wyemitowany tym razem już w wersji rozszerzonej na kanale Disney Channel z zupełnie nową piosenką „It's Not Too Late”. Z niewiadomych przyczyn scena ta nie ukazała się na płycie DVD.

## Międzynarodowa emisja
| Kraj              | Data premiery    | Kanał                      |
| ----------------- | ---------------- | -------------------------- |
| Stany Zjednoczone | 3 września 2010  | Disney Channel USA         |
| Szwecja           | 17 września 2010 | Disney Channel Skandynawia |
| Polska            | 18 września 2010 | Disney Channel Polska      |
| Francja           | 18 września 2010 | Disney Channel Francja     |